# Aérodrome d’Ocean Falls
L'aérodrome d’Ocean Falls est un aérodrome situé en Colombie-Britannique, au Canada.